# Originalidad
Originalidad es la cualidad de las obras creadas o inventadas que las hace ser nuevas o novedosas, y que las distingue de las copias, las falsificaciones, los plagios, las réplicas o las obras derivadas. Una obra original no deriva de otras obras ni tampoco es una copia realizada sobre otra, que sería su origen, marcando que se compone de una forma, como este.
El concepto de originalidad es contingente desde un punto de vista cultural. Se convirtió en un ideal de la cultura occidental a partir del siglo XVIII. En contraste, en periodos anteriores, como la época de Shakespeare, era habitual que se apreciara más la similitud con una obra clásica; y el propio Shakespeare procuraba evitar unnecessary invention ("la invención innecesaria").
La originalidad ha pasado a ser un importante concepto jurídico con respecto a la propiedad intelectual, donde la creatividad y la invención se han convertido en sujetos de copyright. El registro de patentes procura la protección únicamente de las invenciones originales, que además deben demostrar ser útiles y no obvias (inventive step and non-obviousness), cumpliendo el requisito de traspasar el denominado umbral de originalidad.
Una idea original es la que no se ha concebido con anterioridad por nadie. El que dos personas puedan haber desarrollado la misma idea de forma independiente es una cuestión de difícil resolución: la prelación o prioridad en su desarrollo. Un ejemplo clásico es el desarrollo simultáneo de cuestiones matemáticas por Leibniz y Newton (controversia del cálculo, a comienzos del siglo XVIII).
Original es una forma de denominar a una obra de arte, tanto si es una obra de alguna de las artes plásticas (las únicas que consisten en un objeto material) como si es una obra musical o una obra literaria (que no consisten en un objeto material, sino en una secuencia de sonidos o palabras, por lo que el término original se usa para designar al primer soporte enviado por el autor al editor, en el momento en que la obra está terminada pero aún es inédita, como una partitura o un manuscrito, incluso un caso mixto entre las artes plásticas y las literarias, como son los originales de cómic); pero también a un negativo fotográfico, o a una grabación mecánica de sonido o imagen en cualquier tipo de soporte que sea imposible de copiar con plena integridad. Tal circunstancia hace necesaria la preservación del original para preservar su integridad. La copia se realiza, entre otras razones, para reproducirse o exhibirse en sustitución del original que queda custodiado en algún lugar seguro, para impedir que se deteriore. De hecho, original es un término que puede designar a cualquier cosa reproducible que ha servido como modelo para hacer otra u otras iguales a ella, como una llave.
El Laboratorio de Inteligencia Artificial y Arte de la Universidad Rutgers ha desarrollado un algoritmo para medir la originalidad de las obras de arte, utilizando el concepto propuesto por Elliot Samuel Paul y Scott Barry Kaufman (The Philosophy of Creativity) que diferencia las obras originales de las copias o repeticiones por lo diferentes que sean de las obras anteriores y su influencia en las obras posteriores. El algoritmo analizó 2.600 dimensiones diferentes en cada una de más de 60.000 obras (cuadros y esculturas) fechadas desde el siglo XV hasta el año 2010. El resultado fue que la obra más original es el Cristo crucificado de Francisco de Goya (1780); seguida de otras como Plátanos y pomelo nº 1 de Roy Lichtenstein (1972), la serie El grito de Edvard Munch (1893), y Las señoritas de Avignon de Picasso (1907).